# Ninja Gaiden Black
Ninja Gaiden Black è un videogioco sviluppato dal Team Ninja e pubblicato da Tecmo nel 2005 per console Xbox.
Si tratta della versione base del gioco Ninja Gaiden a cui sono stati aggiunti due nuovi livelli di difficoltà (Master Ninja e Ninja Dog), i contenuti dei due Hurricane Packs, quattro nuovi costumi, la versione originale dell'arcade Ninja Gaiden e una nuova modalità di gioco contenente 50 nuove missioni ambientate in scenari diversi da quelli presenti nel gioco principale, una lunga nuova missione chiamata Eternal Legend (sbloccabile dopo che si hanno completato 40 missioni) e nuovi filmati. Alcuni aggiornamenti non sono immediatamente utilizzabili ma vengono sbloccati non appena il gioco viene terminato a differenti livelli di difficoltà.
Secondo le interviste fatte con Tomonobu Itagaki, la difficoltà 'Ninja Dog' (facilissima) è stata introdotta in quanto sebbene Itagaki ritenesse la difficoltà standard implementata nel gioco perfetta per qualunque giocatore avesse perseverato nel giocare Ninja Gaiden, da più parti il pubblico si è lamentato dell'eccessiva difficoltà del gioco. 'Ninja Dog' rappresenta un compromesso tra queste due visioni. La nuova modalità si ottiene dopo che si muore tre volte consecutive nel primo livello del gioco. Dopo la terza morte viene proposto al giocatore di "abbandonare la via del ninja", se il giocatore sceglie di si parte un breve filmato con Ayane che sgrida il giocatore e gli intima di seguirla. In sostanza, la modalità 'Ninja Dog' permette a Ryu di avere accesso a tutta una serie di accessori che aumentano le sue abilità, maggiori potenziamenti e la possibilità di acquistare pozioni ed oggetti ad un prezzo più basso.

## Trama
Ryu Hayabusa è un giovane ninja, forte, coraggioso e dotato di un inestimabile equilibrio spirituale, qualità che gli conferiscono un'indole saggia e dei nervi d'acciaio. È il custode della "Spada del Drago", un'arma leggendaria dai poteri incredibili, tramandata, sin dai tempi antichi, di generazione in generazione dai membri del clan di Hayabusa ed utilizzata dagli stessi per sconfiggere i Draghi Neri, divinità ostili generati dal potere sprigionato dalla sua sorella gemella, la "Spada del Drago Nero".
Quest'ultima viene conservata con estremo rigore dai membri del clan di Hayabusa attraverso un sigillo, per impedire che tutto il male ed il potere racchiusi dentro la spada potessero liberarsi, convogliando il caos in tutto il mondo: come viene suggestivamente spiegato, neppure costoro ne conoscono il potenziale. Quando la storia ha inizio, Ryu faceva una sosta nella palestra di suo zio, il maestro Murai. Dopo averlo affrontato in una sorta d'incontro formale 'di benvenuto', i due si siedono a terra e cominciano a discutere, ma solo dopo qualche minuto il loro dialogo viene stroncato dall'ingresso improvviso di Ayane, una giovane ninja amica di Ryu. La ragazza era corsa da loro attraversando la maestosa palestra per informare Ryu che il suo villaggio era stato espugnato: qualcuno vi aveva messo piede per rubare la famosa Spada del Drago Nero; il tentativo di furto si dovette confrontare con la resistenza dei confratelli di Ryu, che tragicamente ebbe la peggio.
Il villaggio adesso era in fiamme e totalmente desolato. Una volta informato, il giovane ninja si precipita in direzione del suo villaggio per vedere in che condizioni versasse, e lo scenario è stato desolante. Durante la sua ricerca verso la verità, Ryu s'imbatte in un temibile samurai a cavallo, Masakado, soprannominato "Il Samurai Rosso", che affronta e sconfigge sul ponte del villaggio. Dopo aver varcato la soglia della porta che conduce all'altra frazione del suo villaggio, Ryu ha finalmente un quadro della situazione chiaro davanti ai suoi occhi: Doku, signore di tutti i Grandi Demoni, staziona imponente e minaccioso davanti all'ingresso di una struttura non meglio specificata, mentre impugna la Spada del Drago Nero; davanti a lui si trova Kureha, l'amica d'infanzia di Ryu, che giace a terra, moribonda, probabilmente per essere stata colpita bruscamente poco prima, e che implora l'aiuto di Ryu una volta vedendolo arrivare, ma morendo un istante più tardi. Ryu si trova dunque adesso al cospetto del grande Doku e lo scontro non esita ad iniziare: con in mano la più potente spada di tutti i tempi, le sorti del giovane Ninja sono come già segnate.
Ryu, infatti, viene colpito accidentalmente da un fendente della spada nemica e viene indebolito; poi, Doku gli sferra un attacco efferato alle spalle, uccidendolo all'istante. Così, il crudele Demone lascia il villaggio, portando la pericolosissima spada con sé. Quella notte, però, accade qualcosa di sovrannaturale. Un falco, che volava nei cieli dove si è svolto l'accaduto, si poggia improvvisamente sul ramo di un albero che dava sul campo di battaglia di Doku e Ryu, dove quest'ultimo giaceva esanime nel cuore della notte. Anche se non specificato, l'interpretazione che si attribuisce alla scena prevede che il volatile in quel momento abbia donato la sua vita al giovane ninja, facendolo dunque risorgere. Ryu ha ripreso in mano la sua vita e non ha dimenticato neppure un istante di quel che gli è capitato, e adesso è pronto a vendicarsi. Inizia dunque il suo cammino verso la vendetta e la verità, che vede come prima tappa la città di Tairon, capitale di Vigoor, il posto più accessibile per addentrarsi nelle viscere dell'impero e scoprire cosa si cela dietro questa storia. Infatti, Ryu viene a conoscenza da suo zio, prima d'intraprendere il viaggio, che Doku abbia rubato quell'arma oscura su richiesta del Sacro Imperatore di Vigoor.
Lui ha intenzione di poggiare le sue mani sull'arma. L'obiettivo del giovane ninja è, quindi, quello di riuscire ad incontrarlo. Durante il suo cammino a Tairon, Ryu fa la conoscenza di una donna, Rachel, che si presenta al ninja dichiarandosi ufficialmente una cacciatrice di Demoni. Ma i demoni a cui si riferisce Rachel non sono quelli che in realtà stanno veramente bazzicando a Vigoor, la giovane cacciatrice non ha idea del risveglio, che ha provocato la resurrezione dei Grandi Demoni, e di come questi, qualche momento più tardi, si faranno conoscere a lei spietatamente. Rachel caccia demoni per riuscire a raggiungere (e uccidere) in qualche modo sua sorella gemella, Alma, anch'essa trasformata in Grande Demone attraverso il risveglio. Sulle sue vene (e anche su quelle di Rachel, seppur in misura minore) scorre il sangue delle Antiche Divinità, Yshtaros e Nicchae, da cui prende i poteri e le sembianze; adesso, Alma Demone è a piede libero. Dopo aver parlato un po', Rachel si allontana da Ryu dicendo di voler proseguire la sua missione, così il giovane ninja fa lo stesso, andando avanti ed indagando sulla città.
Dopo aver affrontato una combinazione letale di demoni minori dall'aspetto orribile, ninja in nero e soldati militari armati, Ryu si ritrova d'un tratto all'interno di una radura, la radura interna del monastero accanto. Deve sconfiggere alcuni soldati che gli stanno alle calcagna, ma quello che succederà a questi ultimi, stavolta, sarà ben lungi dall'essere causato da Ryu: un manipolo di tre feroci dinosauri dalla pelle rossa squamosa, grossi tre volte un uomo comune, approdano sulla radura e divorano a sangue freddo i poveri soldati dell'armata di Tairon, facendoli a brandelli. Una volta sterminati i soldati, naturalmente l'attenzione dei mostri ricade sul ninja, che deve ucciderli. Rachel sta osservando Ryu ammazzare i tre demoni e, una volta compiuta l'opera, si congratula con il ninja confessando che non credeva che fosse tanto forte.
Ma qualcosa rompe il dialogo fra i due, qualcosa di impercettibile, ma che Ryu riesce a sentire: ad un tratto, qualcosa afferra il corpo della cacciatrice e la stringe energicamente, scaraventandola ora contro il suolo, sembra un tentacolo, molto robusto e viscido. Un'enorme creatura dall'aspetto incredibilmente pauroso si rivela spaccando il muro di pietra che costeggiava il monastero, non ha un solo tentacolo, ma almeno una decina, e due di essi rappresentano i bracci di cui si serve per inghiottire Rachel. È il primo Grande Demone che affronta Ryu, certamente più pericoloso degli altri. Ma con una serie di tecniche infallibili e, soprattutto, la sua forza, quella che a suo dire deriva dall'addestramento, il nemico è sbaragliato. 
Una volta liberata dalle grinfie del mostro, Rachel è sconcertata: non ha idea di cosa fosse quel mostro orrendo e di come sia possibile che ci siano certe creature in circolazione. Nel frattempo si fa viva la giovane Ayane che con un balzo atterra vicino alla carogna del mostro sconfitto. Ayane soddisfa la sete di conoscenza di Ryu e Rachel spiegando che una creatura del genere non poteva che essere opera del Drago Nero, il cui potere, con le relative conseguenze, stava crescendo. A Ryu non servono spiegazioni, come se il ninja già conoscesse ogni mossa da fare per raggiungere il suo scopo e fa per proseguire, ma Rachel sputa fuori un'informazione utile: si dice che sotto il monastero di Dworku si celi un passaggio segreto che conduca al palazzo dell'Imperatore! Il viaggio continua. Più tardi, Ryu si reca nel monastero.
È un posto affascinante, avvolto da una forza misteriosa che lascia il nostro eroe guardingo. Egli si reca all'interno di una stanza che ha tutta l'aria di essere un archivio di libri importanti e vetusti: qui trova un gruppo di demoni, le danze hanno inizio. Dopo il lavoro sporco, Ryu prosegue nella sua ricerca. La stanza lo conduce sempre più in alto nella struttura del monastero, finché ad un certo punto una porta gli si piazza davanti; oltre quella porta Ryu sta camminando su d'un cornicione che, per quanto pericoloso, lo conduce ad un'altra porta, l'ingresso di un'altra strada che potrebbe fornire risposte. Infatti, la porta apre una stanza del tutto particolare, la stanza del monaco, dalla quale il ninja ottiene un oggetto che potrebbe rappresentare la svolta alla sua avventura, il libro degli Eoni.
Il libro è una chiave per accedere ai sotterranei del monastero di Dworku: un posto spettrale, un immenso cimitero di scheletri polverosi sepolti in cuniculi, un posto che pullula di strane creature cattive e pericolose. È qui che Ryu si troverà a sconfiggere il sovrano di questa colossale tomba, un gigantesco scheletro di dinosauro animato, il cui solo ruggito preannuncia una sfida epica a cui il coraggioso ninja non intende sottrarsi. Dopo il dinosauro, Ryu continua il suo viaggio accedendo all'altra parte del cimitero sotterraneo. Le peripezie continuano, gli enigmi si intensificano e diventano più complessi, il guerriero assiste ad un ritorno di fiamma, quello di Hydracubus, risorto dagli inferi per vendicarsi della sua morte, ma il ninja lo rispedisce al mittente.
Ryu è destinato ben presto ad affrontare un demone decisamente più forte, un Grande Demone. Giunto alla fine del cimitero sotterraneo, Ryu ode uno strano rumore provenire da lontano, mentre camminava su un sentiero tortuoso e austero; in realtà la cosa che provocava quel rumore era ben vicina, e dopo qualche istante, inaspettatamente, travolge il nostro eroe. È un getto d'acqua. Il getto spinge Ryu attraverso l'intero sentiero che stava percorrendo per alcuni istanti terribili, ma presto l'agonia finisce, perché il corso d'acqua sfocia in una profonda radura sotterranea. Un ascensore e un passaggio misterioso sono le uniche cose presenti al suo interno, ma possono bastare. Ryu non dà molta importanza (per ora) al passaggio misterioso, ma riconosce presto l'ascensore, perché capisce che è lo stesso che era presente nella stanza del monaco. Un collegamento sconvolgente: questo passaggio rappresentava il modo più rapido per tornare al monastero da cui era partito, metteva in luce parecchie cose e dava una primissima idea al ninja della mappa completa dell'impero Vigooriano, di quali fossero le sue zone esplorabili e quali quelle sconosciute. Ryu si trova nella stanza del monaco e il suo primissimo istinto gli comunica di scendere al piano terra.
In prossimità dall'altare, viene come colto da un'apparizione: è Alma. Il Grande Demone entra nel monastero dall'esterno sfondando le vetrate della chiesa, si erge al cospetto del giovane ninja, per fiondarsi a terra con aria minacciosa un istante dopo. Lo scontro è inevitabile. Ryu ferisce gravemente il mostro, che ha fattezze maestose: pelle color magenta, un paio di grandi ali robuste, grandi occhi lucidi. Ora il suo corpo è avvolto da un manto appiccicoso di sangue demoniaco ed è costellato da profonde ferite. Alma giace per terra come se aspettasse di venir giustiziata, ma ciò non avviene e a fare l'apparizione in scena è una parente piuttosto stretta. Rachel, dalla cima di un'altura del monastero, scende con tecnica e grazia da quell'altura e si precipita dalla sorella, e non per soccorrerla.
La donna, impugnando il suo Martello da Guerra, vuole uccidere Alma. Ci prova, è decisa a scagliarle un colpo letale al mostro moribondo, ma non ci riesce. Un tremito le passa attraverso tutto il corpo, un senso di schiacciante debolezza le immobilizza i muscoli, le lacrime giungono agli occhi, Rachel non riesce più a contenere le emozioni: cade in uno stato di profonda sofferenza e stringe delle parole in bocca che sembra non voglia far sapere a nessuno. "Non ce la faccio. Non posso uccidere mia sorella".